# Pyraloides spodia
Pyraloides spodia är en fjärilsart som beskrevs av Hans Rebel 1948. Pyraloides spodia ingår i släktet Pyraloides och familjen nattflyn. Inga underarter finns listade.